# دیوید بلین
دیوید بلِین وایت (به انگلیسی: David Blaine White) (زاده ۴ آوریل ۱۹۷۳) شعبده باز آمریکایی و اهل بروکلین در نیویورک می‌باشد.
از مهمترین کارهای خارق‌العاده او می‌توان به زنده به گور شدن، سرگیجه، بر فراز زمین، غرق شده در آب، گردش‌نما اشاره کرد و تا به حال توانسته اسم خود را در کتاب رکوردهای گینس به واسطه حبس نفس به مدت ۱۷ دقیقه و ۳۰ثانیه به ثبت برساند.
همچنین او برای اشخاص مشهوری از جمله بیل گیتس، هیلاری کلینتون، جورج دبلیو بوش، آرنولد شوارزنگر به صورت خصوصی برنامه اجرا کرده‌است.
چیره‌دست در انجام شعبده بازی و شیرینکاری و کارهای خارق‌العاده. او با اجرای نمایش جادوی خیابانی نام خود را بر سر زبان‌ها انداخت. او شعبده بازی را از زمان بچگی شروع به یادگرفتن کرد. پدرش اسپانیایی و مادرش اصالتاً روس است. از کارهای خارق‌العاده او می‌توان به زنده ماندن پس از ۱۷ روز زیر خاک دفن شدن، بسر بردن ۶۲ ساعت در قفس یخی، زنده ماندن در زیر آب در یک حباب شیشه‌ای برای ۷ روز و… اشاره کرد.

## زندگی‌نامه
دیوید بلین در ۴ آوریل ۱۹۷۳ در نیویورک متولد شد. بلین اسم دومش است. در سن ۴ سالگی او کارهای یک شعبده باز را در مترو دید و تصمیم گرفت اول کارتهای شعبده بازی را خریداری کند. مادر بزرگ دیوید یک کولی بود و مقداری کارتهای فال ورق به او داد. او ساعتهای زیادی را دربارهٔ کتابهای شعبده بازی صرف می‌کرد. در سن ۵ سالگی او یادگرفت آنچه رویایش بود مادرش او را در همه جا تشویق می‌کرد در ۱۰ سالگی مادرش با یک بانکدار ازدواج کرد. در ۱۶ سالگی دیوید برای دکترش پرواز کرد.
زمانی که مادرش را از دست داد او یک شعبده باز خیابانی شد و در مهمانیهای غنی شرکت داشت. بخاطر استعداد و توانایی که در شعبده بازی داشت با ای بی سی تماس گرفت و آنها بعد از دیدن فیلم شعبده بازی دیوید از آن درخواست مصاحبه کردند. شعبده بازی خیابانی مخصوص دیوید بلین بود و روش جدیدی را در ان عصر آورد و ان فقط در خیابان و مردم واقعی شعبده بازی انجام می‌داد. دیوید در ۲۴ سالگی مشهور شد. او یک دوستی کوتاه با لیوناردو دی کاپریو داشت. دیوید بلین یک شاهکار بعد از هویدینی است. یکی از کارهای دیوید دفن شدن زنده هفت روز در زیر زمین است. دیوید برای ادامه زندگیش به شعبده بازی ادامه خواهد داد.